# Микьелин, Франческа
Франче́ска Микьели́н (итал. Francesca Michielin; род. 25 февраля 1995, Бассано-дель-Граппа) — итальянская певица, композитор и филантроп. В 2012 году Франческа заняла первое место в итальянской версии шоу талантов «X Factor», став самой молодой победительницей за всю историю шоу. Обладатель второго места на музыкальном фестивале итальянской песни в Сан-Ремо в 2016 году с песней «Nessun grado di separazione». Представительница Италии на конкурсе песни «Евровидение 2016».

## Биография

### Ранние годы и победа на X Factor (2011—2012)
Франческа родилась в небольшом итальянском городе Бассано-дель-Граппа, находящемся на севере Италии. С 9 лет Франческа училась играть на фортепиано. C 12-ти лет некоторое время пела в церковном хоре. В 2011 году прошла кастинг на пятый сезон шоу «X Factor», где была выбрана в команду итальянской теле-дивы Симоны Вентуры в категорию «Женщины 16-24». На шоу Франческа исполнила большое количество каверов на всемирно известные композиции, а также свой дебютный сингл «Distratto», который был написан специально для неё певицей Элизой.
5 января 2012 года Франческа стала победительницей «X Factor». Главным призом был контракт со звукозаписывающим лейблом Sony Music на сумму € 300 000. После победы сингл «Distratto» мгновенно стал хитом: трек занял первое место в официальном итальянском чарте FIMI. Сингл был продан в количестве 60 000 копий на территории Италии, за что получил дважды «платиновый статус».

### Riflessi di me (2012—2014)
31 августа 2012 года вышел новый сингл «Sola», который анонсировал выход дебютного альбома. Сам альбом вышел 2 октября того же года. Пластинка достигла 4-й позиции в итальянском чарте FIMI, где в итоге смогла продержаться месяц.
После релиза альбома Франческа сотрудничала с итальянским рэпером и продюсером Федецом. 1 марта 2013 года они выпустили совместный сингл «Cigno Nero», который вошёл в альбом Федеца «Sig. Brainwash — L’arte di accontentare». Сингл был продан в количестве 30 000 копий, что дало ему право получить платиновый статус.

### Сотрудничество и di20 (2014 — 2016)
В марте 2014 года Франческа была выбрана единственной среди итальянских артистов для записи саундтрека к кинофильму «Новый Человек-Паук. Высокое Напряжение». Франческа написала композицию «Amazing», ставшей саундтреком к ленте.
В 2014 году Франческа вновь сотрудничала с Федецем. Трек «Magnifico» вошёл в 4-й студийный альбом рэпера. Песня стала настоящим хитом в Италии: 5 раза была сертифицирована платиновым статусом, в общей сложности было продано более 200 000 её копий.
В начале марта 2015 года Франческа выпустила трек «L’amore Esiste», который за недолгое время смог достичь топ-10 чартов Италии, а также закрепить свой успех «платиновым» статусом. В июне 2015 года принимала участие в Coca-Cola Summer Festival. 10 июля, того же года, певица выпустила сингл «Battito di Ciglia», который анонсировал выпуск её второго студийного альбома «Di20». 23 сентября вышел третий сингл «Lontano» в поддержку будущего альбома. Сам же альбом увидел свет 23 октября 2015.
13 февраля 2015 стало известно об участии Франчески в 66-м фестивале в Сан-Ремо с песней «Nessun grado di separazione».
30 января 2016 вышел мини-альбом «Nice to Meet You (Acoustic Live Solo)», в который вошли акустические версии песен Франчески, а также кавер-версии на песни Джованноти и Нины Симон.

### 2640 (2017 — настоящее время)
21 июля 2017 года вышел сингл «Vulcano». 17 ноября выходит сингл «Io non abito al mare». 
5 декабря 2017 становится известно, что новый альбом получил название «2640».

## Филантропия
24 сентября 2013 года Sony Music выпустил сборник «Pink Is Good», в который вошла песня «Sola». Вся выручка от продажи данной пластинки пошла в Фонд по борьбе с раком молочной железы.

## Дискография
Студийные альбомы
- 2012 — Riflessi di me
- 2015 — di20 (переиздан в 2016 как di20are)
- 2018 — 2460
- 2020 — Feat (stato di natura)
- 2021 — Feat (fuori dagli spazi)

Мини-альбомы
- 2012 — Distratto
- 2016 — Nice to Meet You (Acoustic Live Solo)